# Defekter Datenblock
Als defekten Datenblock (englisch bad block oder bad sector) bezeichnet man bei Datenspeichern wie Festplatten, Disketten oder Flash-Speichern einen unbrauchbar gewordenen, d. h. für Schreib- und Leseoperationen nicht mehr verwendbaren, Datenblock.
Defekte Datenblöcke treten aufgrund von Fertigungsfehlern auf, können jedoch auch zur Laufzeit aufgrund von Abnutzungs- (englisch wear) und Alterungserscheinungen entstehen. Auch fehlerhafte Schreiboperationen können dazu führen, dass Datenblöcke als defekt markiert werden; für diesen Fall gibt es Software, die die Markierung wieder aufheben kann. Treten defekte Datenblöcke bei einem Datenspeicher auf, bedeutet dies nicht unbedingt dessen vollständigen Ausfall. Eine Softwarekomponente in der Firmware oder im Treiber kann die defekten Speicherblöcke über eine Zuordnungstabelle durch fehlerfreie Speicherblöcke aus einem Reservebereich automatisch ersetzen. Dieser Vorgang wird als remapping bezeichnet und von einer als Defektblockverwaltung (bad block management) bekannten Softwarekomponente durchgeführt.
Die beim remapping durchgeführte Zuordnung logischer auf die tatsächlichen, physikalischen Speicherblöcke ermöglicht einen transparenten Zugriff auf die Datenblöcke eines Speichers – ohne Rücksicht auf dessen physikalische Defekte nehmen zu müssen (vgl. Volume). Solange der Reservebereich noch nicht erschöpft ist, kann der Speicher ohne Einschränkungen weiter benutzt werden.
Häufen sich bei Festplatten defekte Datenblöcke auffällig, so ist mit einem schwerwiegenderen mechanischen Oberflächendefekt – meist verursacht durch einen Head-Crash – zu rechnen. Um Datenverluste zu vermeiden, sollte die betreffende Festplatte schnellstmöglich ersetzt werden.
Ein Maß für die Sicherheit gegen Oberflächendefekte und damit gegen Schreib- und Lesefehler bei Disketten ist der clipping level.